# 莱卡特尔鲁特迪洛特
莱卡特尔鲁特-迪洛特（法語：Les Quatre-Routes-du-Lot，法語發音：[le katʁ ʁut dy lɔt]；1995年之前名为）是法国洛特省的一个旧市镇，位于该省东北部，属于古尔东区。2019年，莱卡特尔鲁特-迪洛特与市镇卡济亚克合并为新市镇凯尔西地区勒维尼翁，莱卡特尔鲁特-迪洛特为新市镇行政中心。

## 地理
莱卡特尔鲁特-迪洛特（44°59'50"N, 1°38'43"E）面积2.8 平方千米，位于法国奧克西塔尼大區洛特省，该省份为法国西南部内陆省份，北起顺时针与科雷兹省、康塔爾省、阿韦龙省、塔恩-加龙省、洛特-加龍省和多尔多涅省接壤。
与莱卡特尔鲁特-迪洛特接壤的市镇（或旧市镇、城区）包括：卡瓦尼亚克、卡济亚克、孔达、斯特朗凯勒。
莱卡特尔鲁特-迪洛特的时区为UTC+01:00、UTC+02:00（夏令时）。

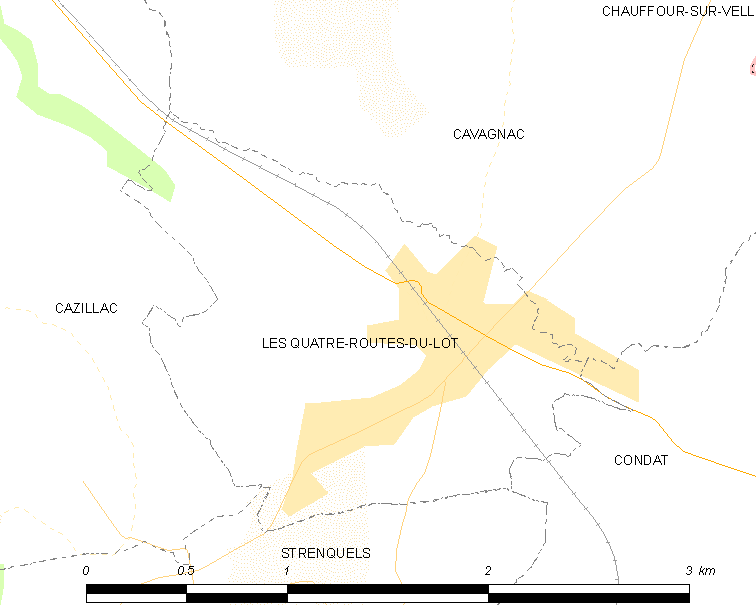
莱卡特尔鲁特-迪洛特的OSM定位图

## 行政
莱卡特尔鲁特-迪洛特的邮政编码为46110，INSEE市镇编码为46232。

## 政治
莱卡特尔鲁特-迪洛特所属的省级选区为马尔泰勒县。

## 人口

1962-2008年间莱卡特尔鲁特-迪洛特人口变化图示

莱卡特尔鲁特-迪洛特于2018年1月1日时的人口数量为587人。